# Campionati del mondo di ciclismo su strada 2006 - Gara in linea maschile Under-23
La gara in linea maschile Under-23 dei Campionati del mondo di ciclismo su strada 2006 fu corsa il 24 settembre 2006 nel territorio circostante Salisburgo, in Austria, per un percorso totale di 176,8 km. Fu vinta dal tedesco Gerald Ciolek, che concluse il circuito in 4h00'50".

## Percorso
Le gare in linea si svolgevano lungo un circuito di 22,2 km intorno a Salisburgo; il punto più settentrionale era l'abitato di Elixhausen: lì era situato anche il punto più alto, 547 m s.l.m. Partenza e arrivo erano in Mirabellplatz. Il percorso della competizione maschile Under-23 prevedeva otto giri (per un totale di 176,8 km), con salite per 1864 metri di dislivello complessivo.

## Squadre e corridori partecipanti
| N.      | Cod. | Squadra         |
| ------- | ---- | --------------- |
| 1-6     | UKR  | Ukraina         |
| 7-11    | AUS  | Australia       |
| 12-16   | RUS  | Russia          |
| 17-21   | GER  | Germania        |
| 22-26   | ITA  | Italia          |
| 27-31   | BEL  | Belgio          |
| 32-36   | SUI  | Svizzera        |
| 37-40   | IRL  | Irlanda         |
| 41-45   | NED  | Paesi Bassi     |
| 46-51   | FRA  | Francia         |
| 52-56   | GBR  | Gran Bretagna   |
| 57-61   | DEN  | Danimarca       |
| 62-65   | MEX  | Messico         |
| 66-70   | POR  | Portogallo      |
| 71-73   | LTU  | Lituania        |
| 74-78   | ESP  | Spagna          |
| 79-83   | EST  | Estonia         |
| 84-87   | MDA  | Moldavia        |
| 88-92   | COL  | Colombia        |
| 93-97   | POL  | Polonia         |
| 98-102  | CZE  | Repubblica Ceca |
| 103-107 | AUT  | Austria         |
| 108-112 | KAZ  | Kazakhistan     |
| 113-117 | SLO  | Slovenia        |

| N.      | Cod. | Squadra             |
| ------- | ---- | ------------------- |
| 118-121 | LAT  | Lettonia            |
| 122-125 | JPN  | Giappone            |
| 126-128 | VEN  | Venezuela           |
| 129-131 | CRO  | Croazia             |
| 132-135 | CAN  | Canada              |
| 136-139 | SVK  | Slovacchia          |
| 140-142 | SWE  | Svezia              |
| 143-144 | BLR  | Bielorussia         |
| 145-148 | NOR  | Norvegia            |
| 149-151 | NZL  | Nuova Zelanda       |
| 152-154 | ARG  | Argentina           |
| 155     | BRA  | Brasile             |
| 156-158 | RSA  | Sudafrica           |
| 159-161 | USA  | Stati Uniti         |
| 162-163 | BUL  | Bulgaria            |
| 164-166 | HUN  | Ungheria            |
| 167     | KEN  | Kenya               |
| 168     | KOR  | Korea               |
| 169-171 | LUX  | Lussemburgo         |
| 172-173 | SCG  | Serbia & Montenegro |
| 174     | URU  | Uruguay             |
| 175-177 | ALG  | Algeria             |
| 178     | ROM  | Romania             |

## Resoconto degli eventi
Il primo attacco di giornata fu portato dal russo Michail Ignat'ev, al cui inseguimento si lanciò il colombiano Fabio Duarte. Dopo un iniziale tentativo di inseguimento, il gruppo lasciò andare i due fuggitivi che, al termine del secondo giro, avevano un vantaggio di quasi due minuti con il russo in testa e il colombiano staccato di 40 secondi. Durante il terzo giro il vantaggio di Ignat'ev salì a 2'45" mentre Duarte fu raggiunto da altri sette corridori; raggiunto anche il battistrada russo, il vantaggio dei fuggitivi era sceso a 35".
Con 100 km ancora da percorrere, il gruppo tornò compatto, ma ben presto si staccò una seconda fuga, animata dal francese Romain Feillu, seguito dall'olandese Robert Gesink e dall'italiano Dario Cataldo che, all'inizio del quinto giro, avevano un vantaggio di 43". L'inseguimento lanciato da russi, spagnoli, svizzeri e colombiani ricompattò il gruppo poco prima dell'inizio del sesto giro. Un secondo gruppetto andò in fuga, con Kristoffer Nielsen (Danimarca), Dominique Cornu (Belgio) e Simon Špilak (Slovenia) che rimasero per diversi chilometri soli in testa per poi essere raggiunti da altri otto corridori durante il penultimo giro. Il gruppo tornò nuovamente compatto a soli 17 km dal traguardo, ma sull'ultima ascesa del Gschaiderberg attaccò il russo Aleksandr Chatuncev e fu raggiunto lungo la discesa da Jelle Vanendert (Belgio), Francesco Gavazzi (Italia), Gerald Ciolek (Germania), Romain Feillu e Robert Gesink, con il resto del gruppo pochi secondi dietro. Ciolek si mantenne defilato per risparmiare energie in vista della volata, mentre gli altri fuggitivi riuscirono a mantenere costante il distacco dal gruppo, staccato di sei secondi all'inizio dell'ultimo chilometro. I tentativi di attacco per distanziare Ciolek furono senza esito e il tedesco regolò tutti i compagni di fuga nella volata finale.

## Ordine d'arrivo (Top 10)
| Pos. | Corridore            | Squadra     | Tempo    |
| ---- | -------------------- | ----------- | -------- |
| 1    | Gerald Ciolek        | Germania    | 4h00'50" |
| 2    | Romain Feillu        | Francia     | s.t.     |
| 3    | Aleksandr Chatuncev  | Russia      | s.t.     |
| 4    | Francesco Gavazzi    | Italia      | s.t.     |
| 5    | Jelle Vanendert      | Belgio      | s.t.     |
| 6    | Robert Gesink        | Paesi Bassi | s.t.     |
| 7    | Jos van Emden        | Paesi Bassi | a 4"     |
| 8    | Sergej Kolesnikov    | Russia      | a 5"     |
| 9    | Edvald Boasson Hagen | Norvegia    | s.t.     |
| 10   | Danilo Wyss          | Svizzera    | s.t.     |